# Madbaa
Madbaa (tiếng Ả Rập: المضبعة) là một ngôi làng Syria nằm ở phó huyện của huyện Hama ở tỉnh Hama. Theo Cục Thống kê Trung ương Syria (CBS), Madbaa có dân số 857 người trong cuộc điều tra dân số năm 2004.